# Польский уланский полк

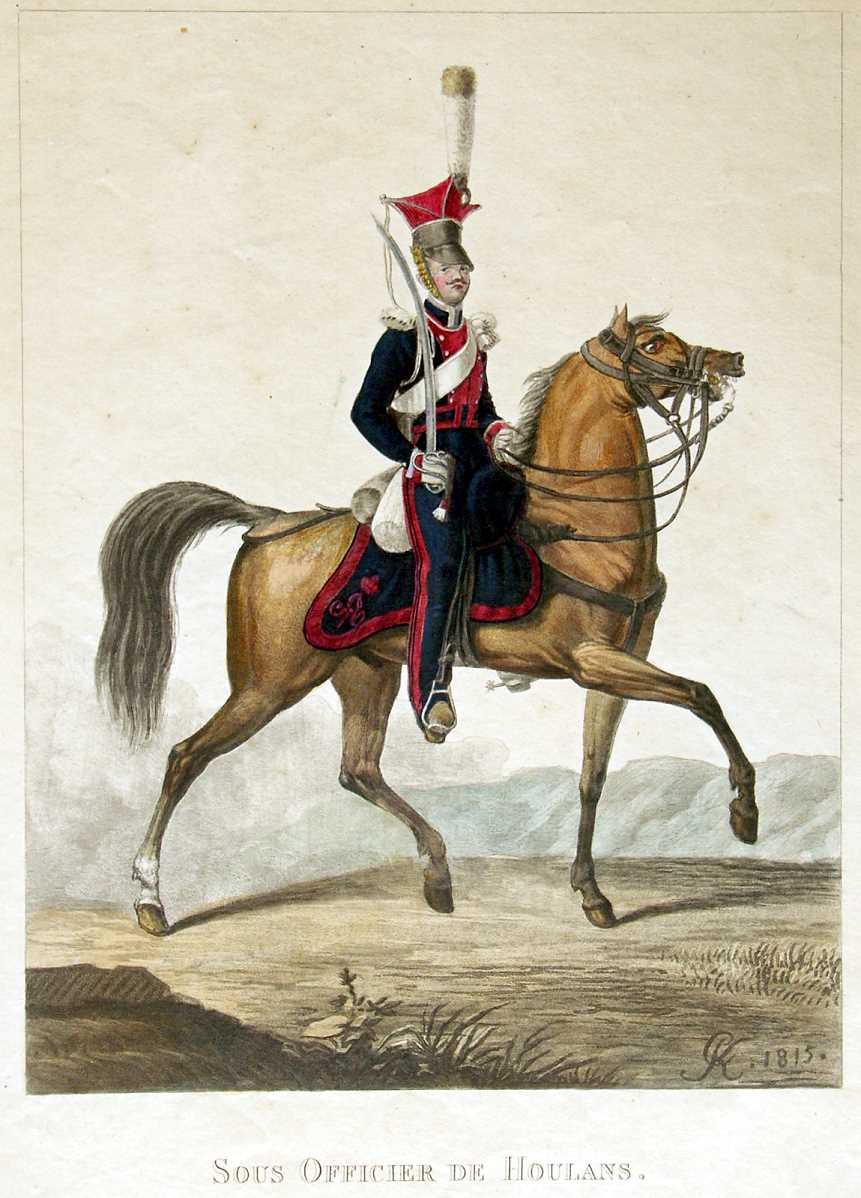
Унтер-офицер Польского уланского полка, 1815 год.

Польский уланский полк — уланское формирование лёгкой конницы (кавалерийский полк) Русской армии.
Впервые, в России, название типа лёгкой конницы уланы встречается в проекте учреждения новороссийской ландмилиции, где предполагалось сформирование поселённого уланского полка, вооружённого саблями и пиками. Такой конный полк и был сформирован, но получил наименование пикинёрного (елисаветградского). При Всероссийском императоре Павле I были сформированы ещё два подобных полка: конно-польский товарищеский и литовско-татарский конный. В литературе встречается также его наименование — Конно-Польский уланский полк.

## Наименования
С 31 октября 1798 года полк именовался Конным генерал-лейтенанта Домбровского полком, с 25 июня 1799 года — Конным генерал-майора Князя Ртиева полком, с 31 марта 1801 года — Польским конным полком, с ноября 1807 года — Польским уланским полком.

## История
Полк был сформирован в 1797 году по решению Всероссийского императора Павла I, который рассчитывал обеспечить лояльность польских дворян областей, включённых в состав Российской империи после разделов Польши Европейскими державами для наведения порядка в Европе.
В другом источнике указано что Император Павел I образовал в 1797 году из уроженцев польских губерний, присоединённых в минувшее царствование, два 10-эскадронных легко-конных полевых полка, — Татарско-Литовский и Польский.
Полк получили Польское средневековое устройство: 1-я шеренга — «товарищи» — состояла исключительно из дворян и была вооружена пиками; 2-я шеренга была образована из людей более низкого происхождения, носивших название «шеренговых», и имела ружья. «Шеренговые» были как бы оруженосцами «товарищей». Обмундирование полка было Польского образца.
Этот полк комплектовался вольноопределяющимися на «веpбyнкax». Шляхта составляла первую шеренгу, и каждый солдат (наёмник) из шляхтичей назывался «товарищем». Вторая же шеренга состояла из вольноопределяющихся, не дoкaзaвших их шляхетского происхождения, и называвшихся «шеренговыми». Унтер-офицеры из «товарищей» назывались «наместниками» и производились на вакансии в офицеры. Форма одежды полка напоминала мундир польской кавалерии последнего короля Польши Станислава Августа, а команды подавались на польском языке.
Командиром полка был назначен полковник Ксаверий Домбровский.
С 18 марта 1798 по 18 марта 1799 года — командир Польского конного полка полковник Бекарюков Захарий Иванович.
В 1805 году в полку было введено обмундирование по образцу других конных полков Русской армии.
Во время войны четвёртой коалиции 1806—1807 годов формирование участвовало в битвах под Пултуском и под Прейсиш-Эйлау. Конно-Польский полк также участвовал в кампании 1807 года, в сражениях с французами при Гутштадте, Гейльсберге, Фридланде, и во многих мелких стычках. В сражении при Прейсиш-Эйлау погиб командир полка полковник Жигулин.
Надъ мызой Ауклапенъ завязался новый бой: на высоты надъ мызой пріѣхалъ Беніігсенъ и стоялъ здѣсь подъ сильнымъ отвѣтнымъ огнемъ артиллеріи французовъ; сюда же на батарею собрались и начальствующія лица; и здѣсь же, въ связи съ подходомъ Лестока, родились надежды на счастливый исходъ сраженія.
Вѣроятно около этого времени, замѣтивъ отступленіе французовъ изъ Ауклапена, лихой Конно-Польскій полкъ атаковалъ ихъ движеніемъ внизъ и разсѣялъ, лишившись своего храбраго командира—полковника Жигулина.Б.Колобакин, Прейсишъ-Эйлауская операція, С.-Петербургъ, 1911г.
Во время Отечественной войны 1812 года воинской частью командовал полковник А. И. Гурьев, полк входил в состав 2-го кавалерийского корпуса, участвовал в Бородинском сражении, затем входил в партизанский отряд Фигнера, участвовал в Заграничном походе.
В 1817 году полк был расквартирован в городе Сумы. В 1818 году полк был в составе 1-й уланской дивизии, которая вошла в состав Литовского корпуса.
Под командованием полковника К. Е. Врангеля полк принимал участие в 1831 году в подавлении польского восстания (мятежа).
21 марта 1833 года уланский полк был расформирован, а его:
- 1-й и 2-й эскадроны вошли в состав Смоленского уланского полка, как 7-й и 8-й эскадроны.
- 3-й и 4-й эскадроны вошли в состав Оренбургского уланского полка, как 7-й и 8-й эскадроны.
- 5-й эскадрон вошел в состав Кинбургского драгунского полка, как 9-й эскадрон.
- 6-й эскадрон вошел в состав Казанского драгунского полка, как 9-й эскадрон.
- Пеший резерв был направлен на составление 11-х резервных эскадронов Московского и Каргопольского драгунских полков.

## Шефы и командиры

### Шефы или почётные командиры
- 15.09.1798 — 25.06.1799 — г-м. (с 24.01.1799 г-л.) Домбровский, Ксаверий Иосифович
- 25.06.1799 — 03.07.1803 — г-м. кн. Ратиев, Иван Давидович
- 06.07.1803 — 01.09.1814 — г-м. Каховский, Пётр Демьянович

### Командиры
- 18.03.1798 — 18.03.1799 — плк. (* 23.09.1798 г-м.) Бекарюков, Захарий Иванович
- 10.05.1799 — «03.12.1799» — плк. Синицын, Федот Данилович
- 04.01.1800 — «16.03.1807»[1] — пплк. Жегулин, Николай Семёнович
- 06.05.1807 — 23.03.1808 — плк. Ланской, Сергей Николаевич
- 30.05.1811 — «01.09.1814» — плк. (* 30.11.1813 г-м.) Гурьев, Алексей Иванович
- 01.06.1815 — 06.10.1817 — плк. Вышеславцев, Александр Васильевич
- 17.10.1817 — 21.08.1818 — плк. Альбрехт, Карл Иванович
- 21.08.1818 — 28.11.1819 — пплк. Нордштейн
- 28.11.1819 — плк. Глазенап

## Персоналии
Известные люди, служившие в полку:
- Н. А. Дурова[4];
- К. А. Бискупский[9];
- А. С. Шульгин[10].